# Liste der Baudenkmäler in Neukirchen beim Heiligen Blut

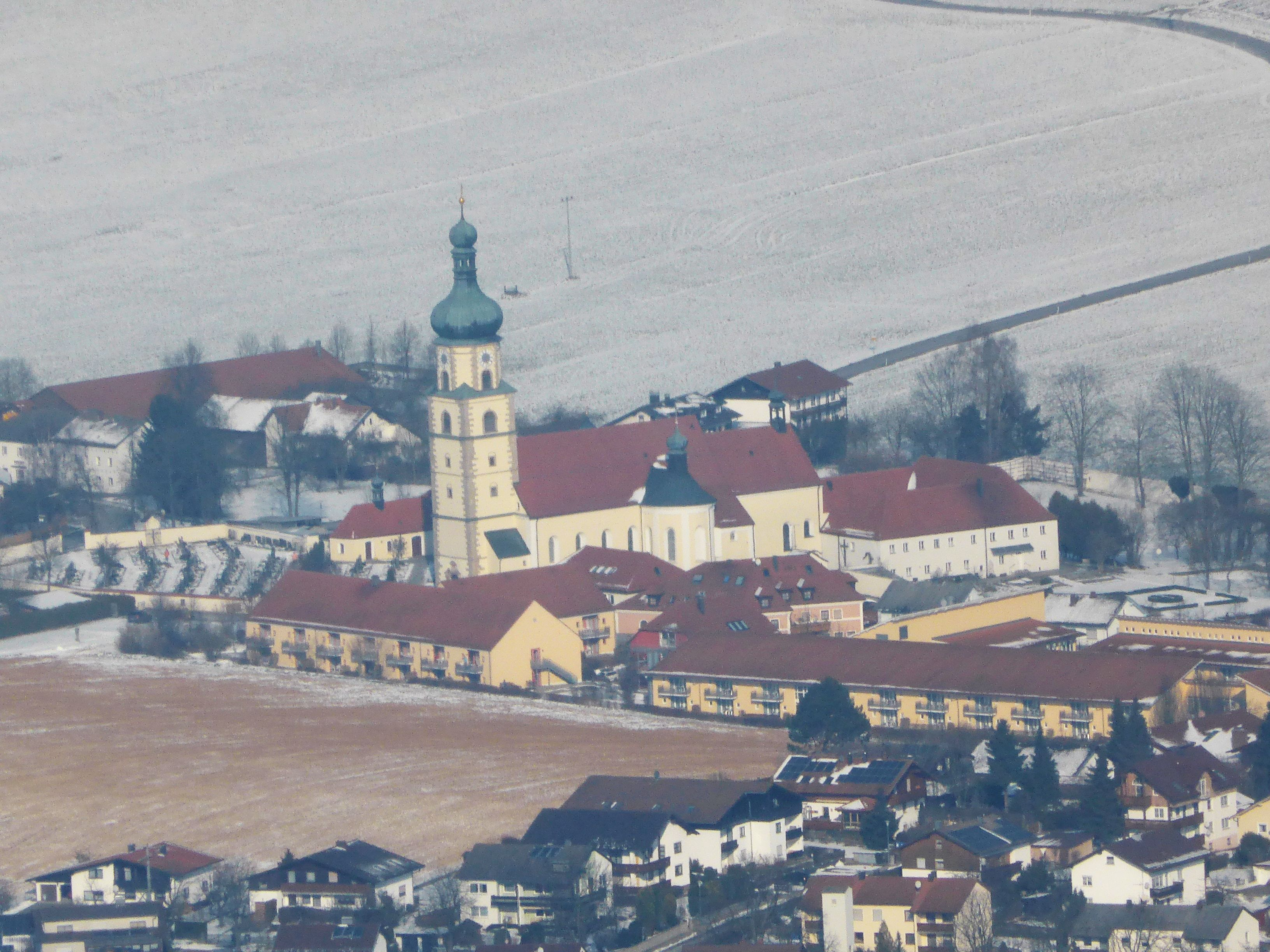
Blick auf Mariä Geburt und Kloster in Neukirchen beim Heiligen Blut

Auf dieser Seite sind die Baudenkmäler in dem Oberpfälzer Markt Neukirchen beim Heiligen Blut zusammengestellt. Diese Tabelle ist eine Teilliste der Liste der Baudenkmäler in Bayern. Grundlage ist die Bayerische Denkmalliste, die auf Basis des Bayerischen Denkmalschutzgesetzes vom 1. Oktober 1973 erstmals erstellt wurde und seither durch das Bayerische Landesamt für Denkmalpflege geführt wird. Die folgenden Angaben ersetzen nicht die rechtsverbindliche Auskunft der Denkmalschutzbehörde.

## Ensembles

### Ensemble Marktplatz

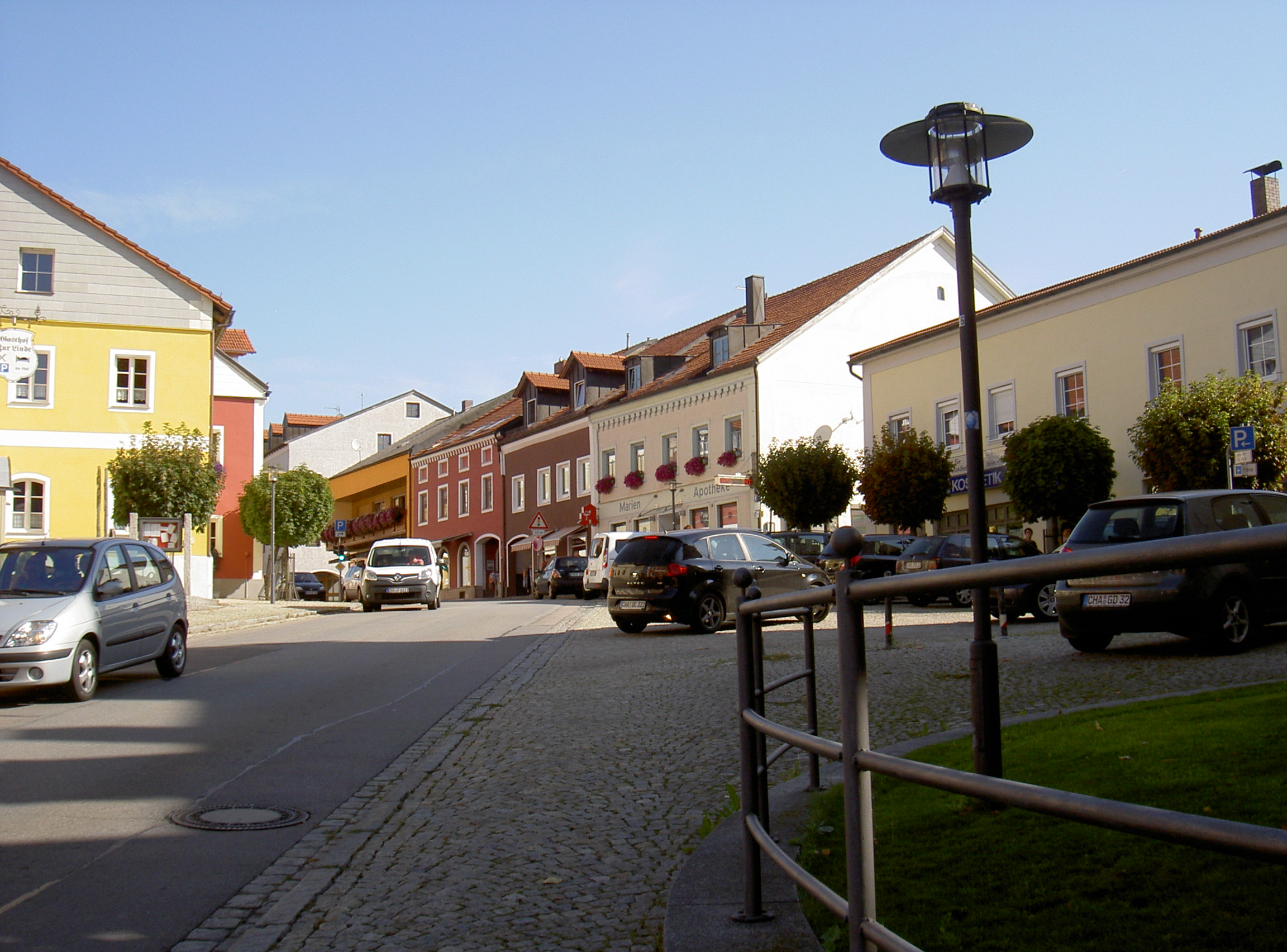

Der südliche Teil der Marktstraße weitet sich im historischen Zentrum des Ortes durch Rückstaffelung der einzelnen Gebäude zu einem kleinen Dreieckplatz aus, an dem die ehemaligen herrschaftlichen und kirchlichen Bauten gruppiert sind. 
Dem Marktturm von 1609, der an die ältere Marktkirche erinnert, schließt sich das ehemalige Pflegschloss, 1805 zur Schule ausgebaut, und südlich das Amtsgericht von 1863 an. 
Im Bereich des Pflegschlosses ist die ehemalige Wallanlage im Osten und Süden noch zu erkennen, ebenso die Reste der ehemaligen Befestigungsmauer. An der Westseite fügen sich an das kleine Rathaus traufseitige zweigeschossige Bürgerhäuser des 19. Jahrhunderts an. Nordwärts folgt geschlossene zweigeschossige Bebauung des 19. Jahrhunderts.
Aktennummer: E-3-72-144-1

## Baudenkmäler nach Ortsteilen

### Neukirchen
| Lage                                     | Objekt                                                                                 | Beschreibung | Akten-Nr.     | Bild                                                |
| ---------------------------------------- | -------------------------------------------------------------------------------------- | --- | ------------- | --------------------------------------------------- |
| Hohenbogenstraße 40 (Standort)           | Bauernhaus                                                                             | Zweigeschossiger und traufständiger Flachsatteldachbau mit verschaltem Blockbau-Obergeschoss, Ende 19. Jahrhundert | D-3-72-144-2  | Bauernhaus                                          |
| Kirchenfeld (Standort)                   | Katholische Nebenkirche Zum Hl. Brunn, St. Anna                                        | Achteckbau mit Zeltdach und Dachreiter mit Zwiebelhaube, um 1700; mit Ausstattung; Opferstock, Granit bezeichnet mit 1777 | D-3-72-144-15 | weitere Bilder                                      |
| Kirchenfeld (Standort)                   | Sieben Stationspfeiler der Sieben Schmerzen Mariens                                    | Achecktpfeiler mit verdachten Bildaufsätzen, Granit, neugotisch, wohl 2. Hälfte 19. Jahrhundert | D-3-72-144-17 | Sieben Stationspfeiler der Sieben Schmerzen Mariens |
| Kirchstraße 8; Klosterplatz 1 (Standort) | Franziskanerkloster                                                                    | Konventgebäude, zweigeschossige Vierflügelanlage mit Walmdach, 1658–59 nach Plänen von Fr. Hugolin Partenhauser; Klosterkirche St. Katharina von Alexandrien, Saalbau mit Satteldach und Dachreiter, 1658–61, Erweiterung Ende 17. Jahrhundert durch Fr. Philipp Plank; mit Ausstattung; Ehemaliges Wirtschaftsgebäude, zweiflügeliger und zweigeschossiger Walmdachbau, 1720/21 von Fr. Philipp Plank | D-3-72-144-3  | weitere Bilder                                      |
| Kirchstraße 10 (Standort)                | Katholische Wallfahrts- und Pfarrkirche Mariä Geburt zum Heiligen Blut                 | Kreuzförmiger Saalbau mit Satteldach und Fassadenturm mit Zwiebelhaube, Langhaus 1610, Turm 1690–95 durch Julius Kolb und Hans Köckh nach Plänen von Fr. Philipp Plank, 1718–21 Neubau des erweiterten Chores und der Seitenkapellen; mit Ausstattung; Friedhofsummauerung, an der Südseite Portal mit gesprengtem Schweifgiebel 18. Jahrhundert, Erweiterung des Friedhofes 1895, Friedhofstore bezeichnet mit 1895; Friedhofskapelle, Saalbau mit Walmdach und Dachreiter mit Zwiebelhaube, 2. Hälfte 17. Jahrhundert; Ölberg, in giebelständiger Kapellennische mit Satteldach, 18. Jahrhundert | D-3-72-144-13 | weitere Bilder                                      |
| Kirchstraße 12 (Standort)                | Kapellennische                                                                         | Halbrund schließender Walmdachbau mit Rahmengliederung, 18. Jahrhundert; Lebensgroße Figur des hl. Johannes Nepomuk, auf Inschriftsockel, bezeichnet mit 1718 | D-3-72-144-16 | Kapellennische                                      |
| Marktplatz 2 (Standort)                  | Ehemaliges Amtsgericht, heute Rathaus                                                  | Dreigeschossiger Walmdachbau mit seitlichen zweigeschossigen Anbauten und Pilastergliederungen, 1862/63 | D-3-72-144-7  | Ehemaliges Amtsgericht, heute Rathaus               |
| Marktplatz 8 (Standort)                  | Katholische Neben- und Marktkirche St. Nikolaus, ehemalige Schlosskapelle St. Johannes | Giebelständiger Saalbau mit eingezogenem Chor, abgewalmtem Satteldach, Dachreiter und Rahmengliederungen, im 18. Jahrhundert unter Beziehung des gotischen Chores erneuert, 1890/91 um das Langhaus erweitert; mit Ausstattung | D-3-72-144-8  | weitere Bilder                                      |
| Marktplatz 10 (Standort)                 | Ehemaliges Pflegschloss, heute Wallfahrtsmuseum                                        | Dreigeschossiger und traufständiger Satteldachbau mit korbbogiger Durchfahrt, im Südteil Reste des Torhauses, 1480, 1695/96 erneuert, Umbauten und Vergrößerungen 1716–20, 1803 als Schule ausgebaut, 1856 erhöht; ehemals als Teil des Baudenkmals gelistet: Reste der Kirchenburg, 1989/90 ergraben mit Fundamentresten der ehemaligen Pfarrkirche St. Nikolaus und Teilen der Ringmauern, Bruchstein, 12.–14. Jahrhundert | D-3-72-144-9  | weitere Bilder                                      |
| Marktplatz 12 (Standort)                 | Marktturm                                                                              | Quadratischer Bau mit verschindelter Laternenzwiebelhaube, um 1614, 1670 durch Wolf Hirschstetter und Georg Ernst erhöht | D-3-72-144-10 | Marktturm                                           |
| Marktstraße 14 (Standort)                | Ehemaliger Gasthof                                                                     | Zweigeschossiger Walmdachbau mit Mittelrisalit, Pilastergliederungen, fazsierten Rahmungen, Eisenbalkon Ende 18. Jahrhundert, spätklassizistische Fassadengliederung wohl Ende 19. Jahrhundert; Hofmauer mit korbbogigen Einfahrten, Ende 18. Jahrhundert | D-3-72-144-11 | Ehemaliger Gasthof                                  |
| Marktstraße 49a (Standort)               | Gasthof                                                                                | Zweigeschossiger und giebelständiger Halbwalmdachbau, 1. Hälfte 19. Jahrhundert | D-3-72-144-12 | Gasthof                                             |
| Walching 36 (Standort)                   | Wohnhaus eines Gutshofes                                                               | Zweigeschossiger Walmdachbau mit Kniestock, Zwerchgiebel, Putzgliederungen und Vortreppe, spätklassizistisch, 1884 | D-3-72-144-18 | Wohnhaus eines Gutshofes                            |

### Anglmühle
| Lage                   | Objekt               | Beschreibung                                                                         | Akten-Nr.     | Bild |
| ---------------------- | -------------------- | ------------------------------------------------------------------------------------ | ------------- | ---- |
| Anglmühle 1 (Standort) | Hofkapelle St. Maria | Giebelständiger und abgewalmter Satteldachbau, Ende 18. Jahrhundert; mit Ausstattung | D-3-72-144-19 | BW   |

### Brünst
| Lage                     | Objekt      | Beschreibung                                                                                         | Akten-Nr.     | Bild |
| ------------------------ | ----------- | --- | ------------- | ---- |
| Bühlern (Standort)       | Feldkapelle | Offenes Gehäuse mit Satteldach, 19. Jahrhundert                                                      | D-3-72-144-22 | BW   |
| Haselbrücke 6 (Standort) | Waldlerhaus | Eingeschossiger und traufständiger Flachsatteldachbau mit Blockbau-Kniestock, Anfang 19. Jahrhundert | D-3-72-144-20 | BW   |

### Buchermühle
| Lage                     | Objekt                | Beschreibung                                                   | Akten-Nr.     | Bild |
| ------------------------ | --------------------- | -------------------------------------------------------------- | ------------- | ---- |
| Buchermühle 1 (Standort) | Feldkapelle St. Maria | Satteldachbau mit korbbogigen Öffnungen, 1793; mit Ausstattung | D-3-72-144-23 | BW   |

### Hinterbuchberg
| Lage                        | Objekt            | Beschreibung | Akten-Nr.     | Bild              |
| --------------------------- | ----------------- | --- | ------------- | ----------------- |
| Buchbergstraße 1 (Standort) | Totenbretterreihe | 1. Hälfte 20. Jahrhundert | D-3-72-144-25 | Totenbretterreihe |
| Buchbergstraße 6 (Standort) | Kapelle           | Giebelständiger und abgewalmter Satteldachbau mit Dachreiter mit Zwiebelhaube, Blechdeckung, 18. Jahrhundert; mit Ausstattung | D-3-72-144-24 | weitere Bilder    |

### Hofberg
| Lage                 | Objekt                       | Beschreibung | Akten-Nr.     | Bild                         |
| -------------------- | ---------------------------- | --- | ------------- | ---------------------------- |
| Hofberg 6 (Standort) | Waldlerhaus des Schulerhofes | Eingeschossiger und traufständiger Flachsatteldachbau mit Blockbau-Kniestock (unter Verputz) und geschnitzten Balkenköpfen, wohl 18./19. Jahrhundert | D-3-72-144-26 | Waldlerhaus des Schulerhofes |
| Rötelfeld (Standort) | Kapelle                      | Traufständiger Satteldachbau, wohl Mitte 19. Jahrhundert; mit Ausstattung                                                                            | D-3-72-144-27 | Kapelle                      |

### Jägershof
| Lage                    | Objekt                               | Beschreibung | Akten-Nr.     | Bild           |
| ----------------------- | ------------------------------------ | --- | ------------- | -------------- |
| Jägershof 9 (Standort)  | Bauernhaus                           | Zweigeschossiger und giebelständiger Satteldachbau mit verschaltem Blockbau-Obergeschoss und Giebelschrot, nach Mitte 19. Jahrhundert; Marterl, Gusseisenkreuz auf Schaft mit Rautenfries, Granit, bezeichnet mit 1853 | D-3-72-144-28 | BW             |
| Jägershof 11 (Standort) | Katholische Filialkirche Hl. Familie | Giebelständiger Saalbau mit eingezogener Apsis, abgewalmtem Satteldach und Dachreiter mit Spitzdach, Blechdeckung, 1901, erweitert 1969; mit Ausstattung                                                               | D-3-72-144-29 | weitere Bilder |

### Kolmstein
| Lage                                                                                 | Objekt               | Beschreibung                                                                                                 | Akten-Nr.     | Bild |
| ------------------------------------------------------------------------------------ | -------------------- | --- | ------------- | ---- |
| Heuweg; In Kolmstein; Kreuzwegstraße 10; St 2154; Hinterer Berg; Heuweg 6 (Standort) | 13 Kreuzwegstationen | Sechseckige Schäfte auf Sockel, mit tabernakelförmigen verdachten Aufsätzen, Sandstein, gotisierend, um 1890 | D-3-72-144-30 | BW   |

### Lamberg
| Lage                    | Objekt      | Beschreibung | Akten-Nr.     | Bild |
| ----------------------- | ----------- | --- | ------------- | ---- |
| Fichtenweg 5 (Standort) | Bauernhaus  | Eingeschossiger und traufständiger Blockbau mit Flachsattel und Kniestock, verputzt, im Kern 18. Jahrhundert                                    | D-3-72-144-31 | BW   |
| Waldstraße 6 (Standort) | Waldlerhaus | Eingeschossiger und giebelständiger Blockbau mit Flachsatteldach und gemauertem Stallteil mit Pultdach und Blockbau-Giebel, bezeichnet mit 1780 | D-3-72-144-32 | BW   |

### Mais
| Lage                           | Objekt                                                                | Beschreibung | Akten-Nr.     | Bild           |
| ------------------------------ | --------------------------------------------------------------------- | --- | ------------- | -------------- |
| Waldschlößlstraße 3 (Standort) | Katholische Filial- und Schulkirche St. Joseph und Vierzehn Nothelfer | Saalbau mit Satteldach, Fassadenturm mit Frackdach und Gemeinderäumen unterhalb des Chores, unverputzter Naturstein, 1954–56 von Karl Schmid; mit Ausstattung | D-3-72-144-45 | weitere Bilder |

### Rittsteig
| Lage                            | Objekt                               | Beschreibung | Akten-Nr.     | Bild |
| ------------------------------- | ------------------------------------ | --- | ------------- | ---- |
| Hauptstraße 28 (Standort)       | Waldlerhaus                          | Zweigeschossiger und giebelständiger Flachsatteldachbau mit Blockbau-Obergeschoss, 1. Hälfte 19. Jahrhundert                                                                   | D-3-72-144-34 | BW   |
| Hauptstraße 35 (Standort)       | Ehemaliges Gasthaus                  | Zweigeschossiger und giebelständiger, gestelzter Blockbau mit Satteldach, Giebel- und Seitenschroten, Mitte 19. Jahrhundert                                                    | D-3-72-144-35 | BW   |
| Hauptstraße 39 (Standort)       | Katholische Expositurkirche St. Anna | Saalbau mit Satteldach, Querhaus mit Walmdach und Fassadenturm mit Zwiebelhaube, Langhaus 1722/23, Westturm 1808, Umbau 1950, Querhaus mit Chornische 1964/65; mit Ausstattung | D-3-72-144-36 | BW   |
| Untere Dorfstraße 12 (Standort) | Bauernhaus                           | Zweigeschossiger und giebelständiger Wohnstallbau mit Satteldach, verschindeltem Blockbau-Obergeschoss und Giebelschrot, 2. Hälfte 19. Jahrhundert                             | D-3-72-144-38 | BW   |
| Untere Dorfstraße 20 (Standort) | Waldlerhaus                          | Eingeschossiger Blockbau mit Flachsatteldach und verschaltem Giebelschrot, 1. Hälfte 19. Jahrhundert                                                                           | D-3-72-144-39 | BW   |

### Schicherhof
| Lage                                     | Objekt      | Beschreibung | Akten-Nr.     | Bild |
| ---------------------------------------- | ----------- | --- | ------------- | ---- |
| Schicherhof 4; In Schicherhof (Standort) | Waldlerhaus | Zweigeschossiger, teilweise verschindelter Blockbau, um 1850, 1980 renoviert mit neuem Schrot und neuem Frackdach; Backofen und ehemaliges Taubenhaus, zweigeschossiger und giebelständiger Frackdachbau mit massivem Erdgeschoss, 19. Jahrhundert, Aufbau erneuert nach 1950 | D-3-72-144-40 | BW   |

### Unterkaltenhof
| Lage                         | Objekt      | Beschreibung | Akten-Nr.     | Bild |
| ---------------------------- | ----------- | --- | ------------- | ---- |
| Unterkaltenhof 11 (Standort) | Waldlerhaus | Eingeschossiger und traufständiger Blockbau, teilweise ausgemauert, mit Flachsatteldach, verschaltem Giebelschrot und Glockendachreiter mit Zwiebelhaube, 1. Hälfte 18. Jahrhundert | D-3-72-144-42 | BW   |

### Vorderbuchberg
| Lage                         | Objekt                                  | Beschreibung | Akten-Nr.     | Bild                                    |
| ---------------------------- | --------------------------------------- | --- | ------------- | --------------------------------------- |
| Vorderbuchberg 28 (Standort) | Zugehöriger Wohnteil eines Bauernhauses | Eingeschossiger und traufständiger Flachsatteldachbau mit Blockbau-Kniestock, 18./19. Jahrhundert                                      | D-3-72-144-44 | Zugehöriger Wohnteil eines Bauernhauses |
| Vorderbuchberg 58 (Standort) | Bauernhaus                              | Zweigeschossiger und traufständiger Wohnstallbau mit Halbwalmdach, verschaltem Blockbau-Obergeschoss und Giebelschrot, 18. Jahrhundert | D-3-72-144-43 | Bauernhaus                              |